# 白子町
白子町（日语：／ Shirako machi */?）是千葉縣長生郡的一町。往茂原市的通勤率有19.4%（平成22年國勢調査）。

## 地理
位於千葉縣太平洋側九十九里海岸南部。町中心的南白龜川是九十九里南部較大的河川。

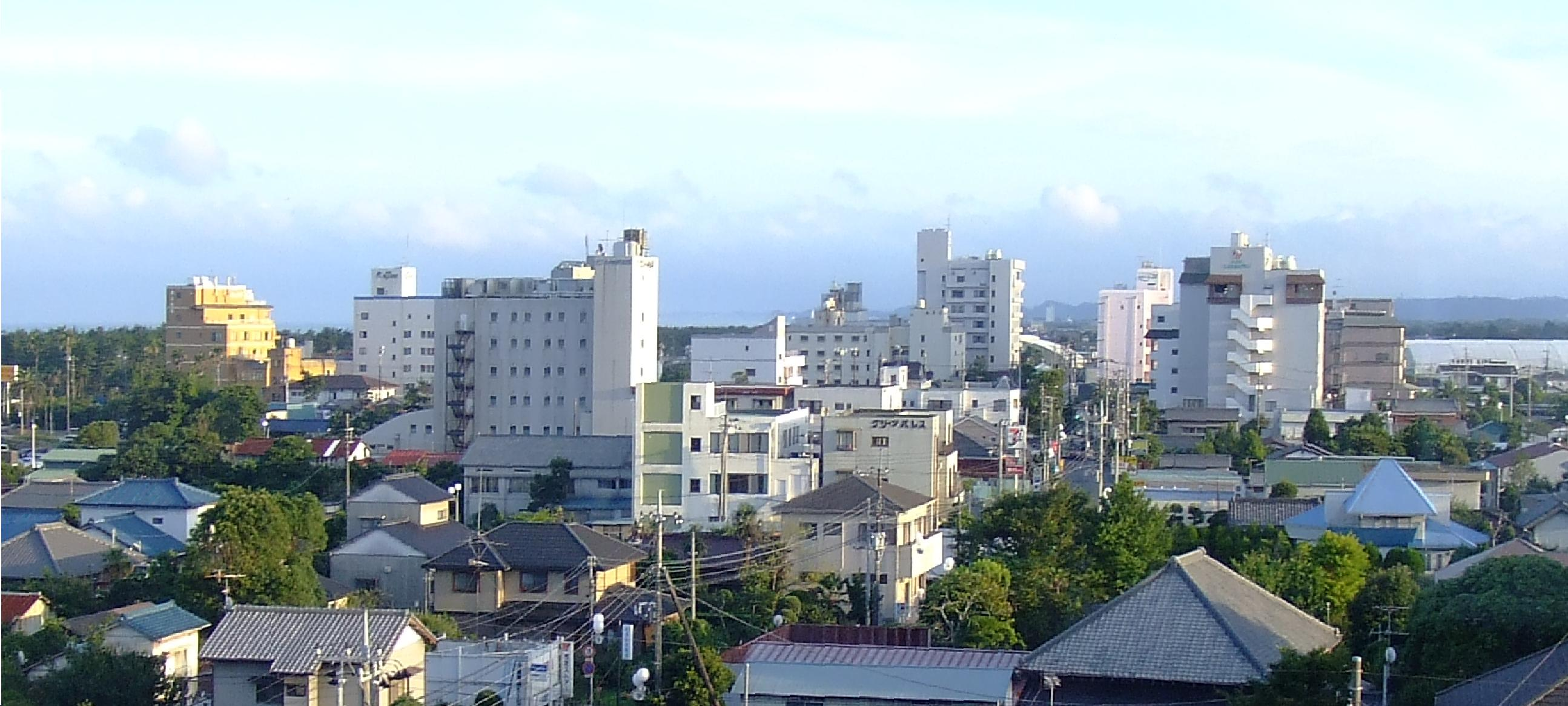
白子町市區

### 鄰接自治體
- 茂原市
- 長生郡 - 長生村
- 大網白里市

## 歷史
- 1955年（昭和30年）2月11日：白潟町（日语：白潟町）、關村（日语：関村 (千葉県長生郡)）、南白龜村（日语：南白亀村）合併成立。
- 町名來自於此地的白子神社（日语：白子神社 (白子町)）。

## 人口
| 白子町人口分布圖 |                                               |  |
| 白子町與日本全國年齡別人口分布比較圖 （2005年資料） | 白子町的年齡、男女別人口分布圖 （2005年資料） |  |
| ■紫色是白子町 ■綠色是全国 | ■藍色是男性 ■紅色是女性                       |  |
| 白子町人口變化 \| 1970年 \| 11,237人 \| \| \| 1975年 \| 11,473人 \| \| \| 1980年 \| 11,691人 \| \| \| 1985年 \| 11,975人 \| \| \| 1990年 \| 12,230人 \| \| \| 1995年 \| 13,238人 \| \| \| 2000年 \| 13,103人 \| \| \| 2005年 \| 12,850人 \| \| \| 2010年 \| 12,151人 \| \| \| 2015年 \| 11,149人 \| \| \| 2020年 \| 10,305人 \| \| |                                               |  |
| 資料來源：日本總務省統計中心提供之人口普查數據 |                                               |  |
| 1970年 | 11,237人                                      |  |
| 1975年 | 11,473人                                      |  |
| 1980年 | 11,691人                                      |  |
| 1985年 | 11,975人                                      |  |
| 1990年 | 12,230人                                      |  |
| 1995年 | 13,238人                                      |  |
| 2000年 | 13,103人                                      |  |
| 2005年 | 12,850人                                      |  |
| 2010年 | 12,151人                                      |  |
| 2015年 | 11,149人                                      |  |
| 2020年 | 10,305人                                      |  |

## 行政
- 町長：林和雄（はやし かずお，第六任）

## 經濟
- 農業
- 漁業
- 旅館、民宿
- 瓦斯事業（九十九里平原蘊藏天然氣）

## 地域

### 教育

#### 小學校
- 3校 - 白潟、關、南白龜

#### 中學校
- 1校 - 白子

## 交通

### 鐵路
町內沒有鐵路。

### 巴士
往大網站與茂原站是主要路線。此外還有往東京站的高速巴士與往千葉站的特急巴士。以上皆由小湊鐵道運行。

### 道路
- 九十九里收費道路（日语：九十九里有料道路）
- 千葉縣道30號飯岡一宮線（九十九里海灘線）（日语：千葉県道30号飯岡一宮線）
- 千葉縣道31號茂原白子線（日语：千葉県道31号茂原白子線）

## 名勝、古蹟、觀光地、祭典
- 白子神社（日语：白子神社 (白子町)）
- 白子溫泉（日语：白子温泉）
- 剃金海水浴場
- 古所海水浴場
- 五井海水浴場
- 中里海水浴場

## 外部連結
- 千葉縣白子町 （页面存档备份，存于）